# جی. هربرت فرانک
جی. هربرت فرانک (انگلیسی: J. Herbert Frank؛ ‏ ۱۲ مهٔ ۱۸۸۵ – ۷ مارس ۱۹۲۶) بازیگر اهل ایالات متحده آمریکا بود.
از فیلم‌هایی که وی در آن‌ها نقش داشته است، می‌توان به هیچ‌کس و قاچاقچیان ویسکی اشاره نمود.